# Sveriges Designer
Sveriges designer är en nationell yrkes- och branschorganisation för verksamma inom industri-, textil-, mode-, möbel-, produkt-, grafisk-, och webbdesign inom Sverige. Organisationen startade 1957 under namnet Sveriges Industridesigner (SID). Nuvarande namn antogs 2005. 
Föreningen upphörde våren 2022.
Detta är Sveriges designers definition av en designer:
- En designer arbetar kreativt, strategiskt eller operativt, med en tydlig insikt om målgruppens behov, i uppdrag som tydligt syftar till att utveckla uppdragsgivarens affär.
- Detta sker genom att designern med en medveten process särskiljer produkter, tjänster och varumärken genom att tillföra, förändra eller förädla värden och egenskaper, i enlighet med ett tydligt satt mål.
- Resultatet av designerns arbete visualiseras konkret i produkten, tjänsten eller varumärket. Eller så kan den lösning designern format av problemet visualiseras i ett flödesschema av designprocessen.
- En designer verkar i en kunskap- och hantverkstradition som vilar på förståelse om samhällets och individens förutsättningar, uppdragsgivarens affär och hur gestaltning av ett koncept, baserat på insikt om målgruppens behov, sker på bästa sätt.

## Ordförandelängd
- Rune Monö 1957-1960 (död 2007)
- Carl-Axel Acking 1960-1961 (död 2001)
- Sigvard Bernadotte 1961-1963 (död 2002)
- Sven Erik Skawonius 1963-1965 (död 1981)
- Astrid Sampe 1965-1966 (död 2002)
- Ulf Hård af Segerstad 1966-67 (död 2006)
- Sigvard Bernadotte 1967-1969 (död 2002)
- Torsten Dahlin 1969-1971
- Hasse Sjöholm 1971-1973 (död 2006)
- Jan Landqvist 1973-1975
- P-O Wikström 1975-1977
- Nils Edlund 1977-1978
- Siv Thunell 1978-1980
- Ulf Lamby 1980-1982
- Rolf Herrström 1982-1984
- Hasse Sjöholm 1984-1987 (död 2006)
- Björn Alge 1987-1990 (död 1999)
- P-O Landgren 1990-1993
- Dag Holmgren 1993-1995
- Hans Tollin 1995-1997
- Kristofer Hansén 1997-1999
- Morten Bergström 1999-2001
- Christina Sjöberg/Tor Bonnier 2001-2003
- Olle Lundberg 2003-2005
- Tomas Seo 2005-2008
- Lotta Ahlvar 2008-2011
- Carina Oskarsson 2011-2012
- Daniel Byström 2012-2015
- Petrus Palmér, 2015-2017
- Jenny Theolin, 2017-2018
- Lotta Ahlvar 2018-